# سنتز پیریدین چی‌چی‌بابین
سنتز پیریدین چی‌چی‌بابین (به انگلیسی: Chichibabin pyridine synthesis) یکی از روش‌های سنتز حلقه پیریدین است. این فرایند در واقع واکنش تراکمی بین آلدهید، کتون و ترکیبات آلف،بتا غیر اشباع کربونیل در محیطی از آمونیاک یا مشتقات آن است. این فرایند نخستین بار توسط شیمیدان روس الکسی چی‌چی‌بابین در سال ۱۹۲۴ میلادی کشف و توصیف شد.

## سازوکار
سازوکار پیشنهادی برای این واکنش به صورت زیر است:

## واکنش‌های مرتبط
- واکنش چی‌چی‌بابین
- سنتز پیریدین هانش